# 아르망 다비드
아르망 다비드(Armand David, 1826년 9월 7일 ~ 1900년 11월 10일) 신부는 프랑스의 동물학자이자 식물학자이다.

## 같이 보기
- 중국의 로마 가톨릭교회